# راي تايلور (مخرج)
راي تايلور (بالإنجليزية: Ray Taylor)‏ هو مخرج أمريكي، ولد في 1 ديسمبر 1888 في بيرهام في الولايات المتحدة، وتوفي في 15 فبراير 1952 في هوليوود في الولايات المتحدة.

## وصلات خارجية
- راي تايلور على موقع IMDb (الإنجليزية)
- راي تايلور على موقع ألو سيني (الفرنسية)
- راي تايلور على موقع أول موفي (الإنجليزية)
- راي تايلور على موقع قاعدة بيانات الأفلام السويدية (السويدية)
- راي تايلور على موقع قاعدة بيانات الفيلم (الإنجليزية)
- راي تايلور على موقع كينوبويسك (الروسية)